# Danh sách sân bay tại Burundi
Dưới đây là danh sách sân bay tại Burundi, được sắp xếp theo vị trí.

## Sân bay
| Thành phố phục vụ | Tỉnh             | ICAO | IATA | Tên sân bay                   | Tọa độ                                         | Đường băng                                            |
| ----------------- | ---------------- | ---- | ---- | ----------------------------- | ---------------------------------------------- | ----------------------------------------------------- |
| Bujumbura         | Bujumbura Mairie | HBBA | BJM  | Sân bay quốc tế Bujumbura     | 3°19′26,2″N 29°19′6,6″Đ / 3,31667°N 29,31667°Đ | 17/35: 11.990 x 187, Nhựa đường                       |
| Gitega            | Gitega           | HBBE | GID  | Sân bay Gitega                | 3°25′2,9″N 29°54′43,1″Đ / 3,41667°N 29,9°Đ     | 12/30: 3.270 x 66, Cỏ H1: 82 dia., Cỏ H2: 82 dia., Cỏ |
| Nyanza-Lac        | Makamba          | HBBL |      | Sân bay Nyanza-Lac - Đóng cửa | 4°20′20,9″N 29°36′2,5″Đ / 4,33333°N 29,6°Đ     | Đóng cửa                                              |
| Kirundo           | Kirundo          | HBBO | KRE  | Sân bay Kirundo               | 2°32′40,9″N 30°5′41″Đ / 2,53333°N 30,09472°Đ   | 12/30: 3.480 x 75, Cỏ                                 |